# Dacische forten van het Orăștiegebergte
De Dacische forten van het Orăștiegebergte is een groep van zes forten, gebouwd door de Daciërs in het Orăștiegebergte in het huidige Roemenië. De forten stammen uit de periode van de eerste eeuw v.Chr. en de eerste eeuw na Chr. en zijn gebouwd volgens de murus dacicus bouwstijl. Ze behoorden tot het verdedigingssysteem van Decebalus en waren bedoeld om de Romeinse opmars in het gebied te stuiten.
De zes Dacische forten staan op de Werelderfgoedlijst van UNESCO. De forten zijn gelegen in de volgende dorpen:
- Sarmizegetusa
- Blidaru
- Piatra Roșie
- Costești
- Căpâlna
- Banița

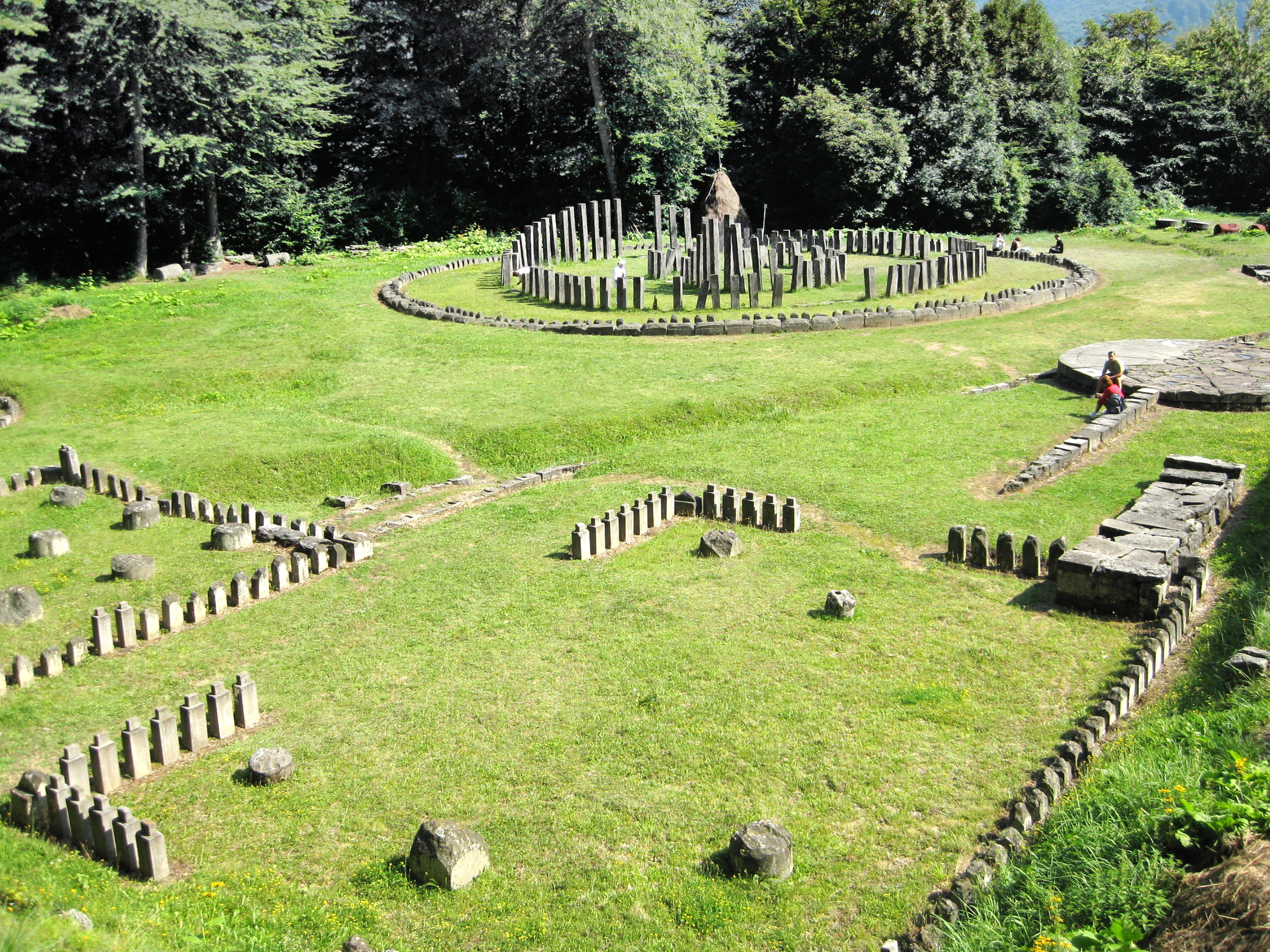
Dacisch fort van Sarmizegetusa
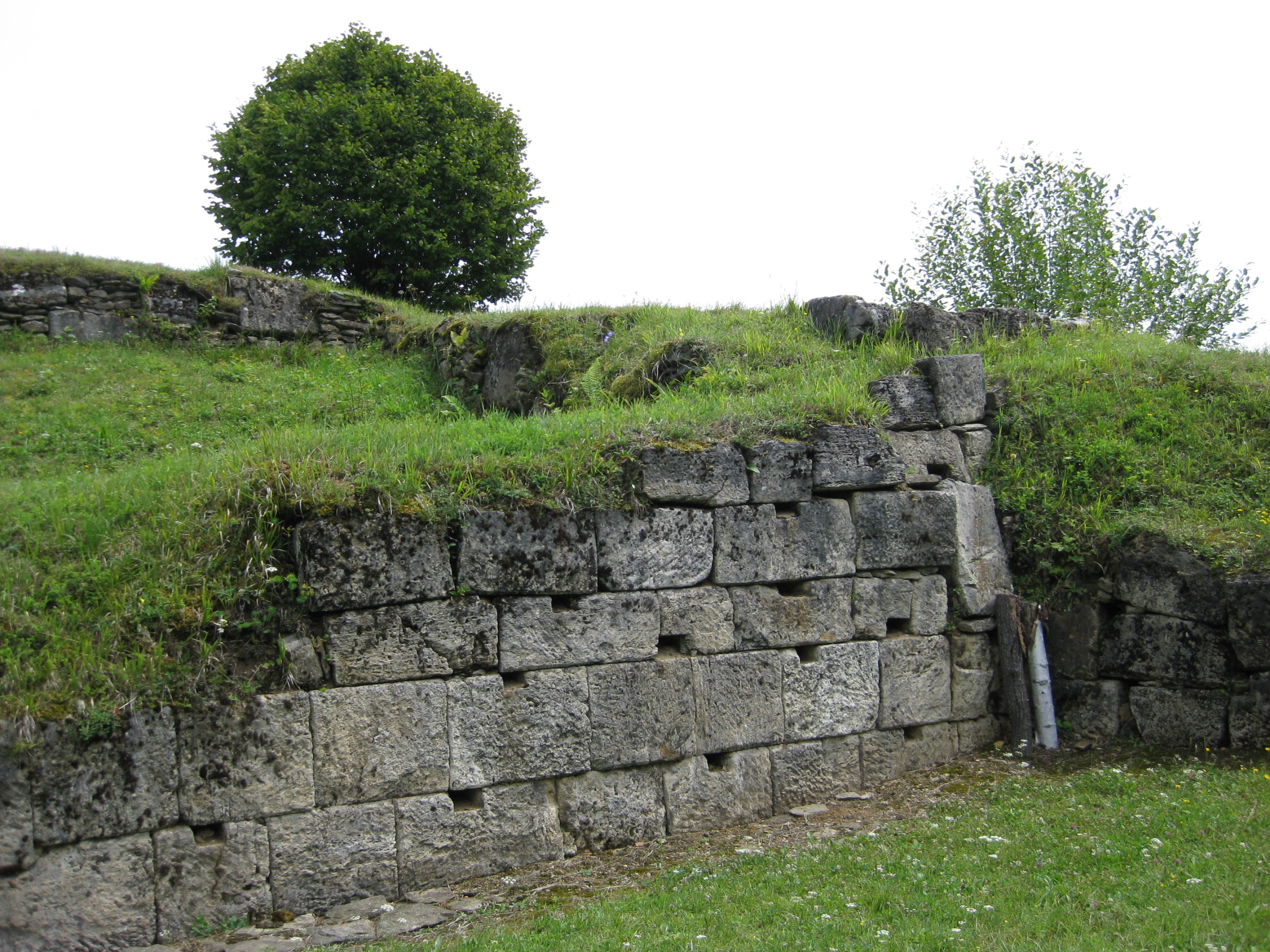
Dacisch fort van Blidaru
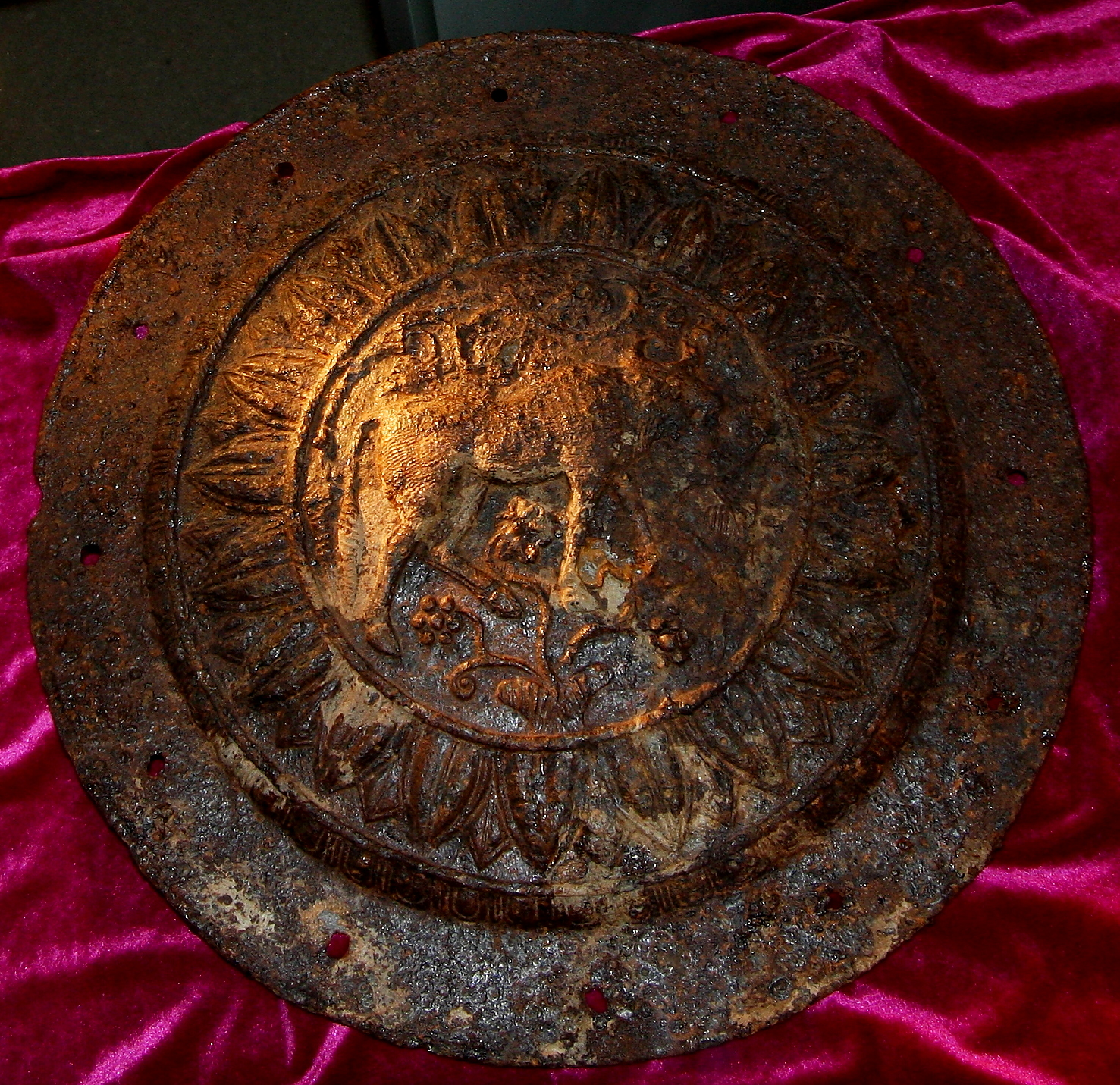
Dacisch artefact van de site in Piatra Roșie
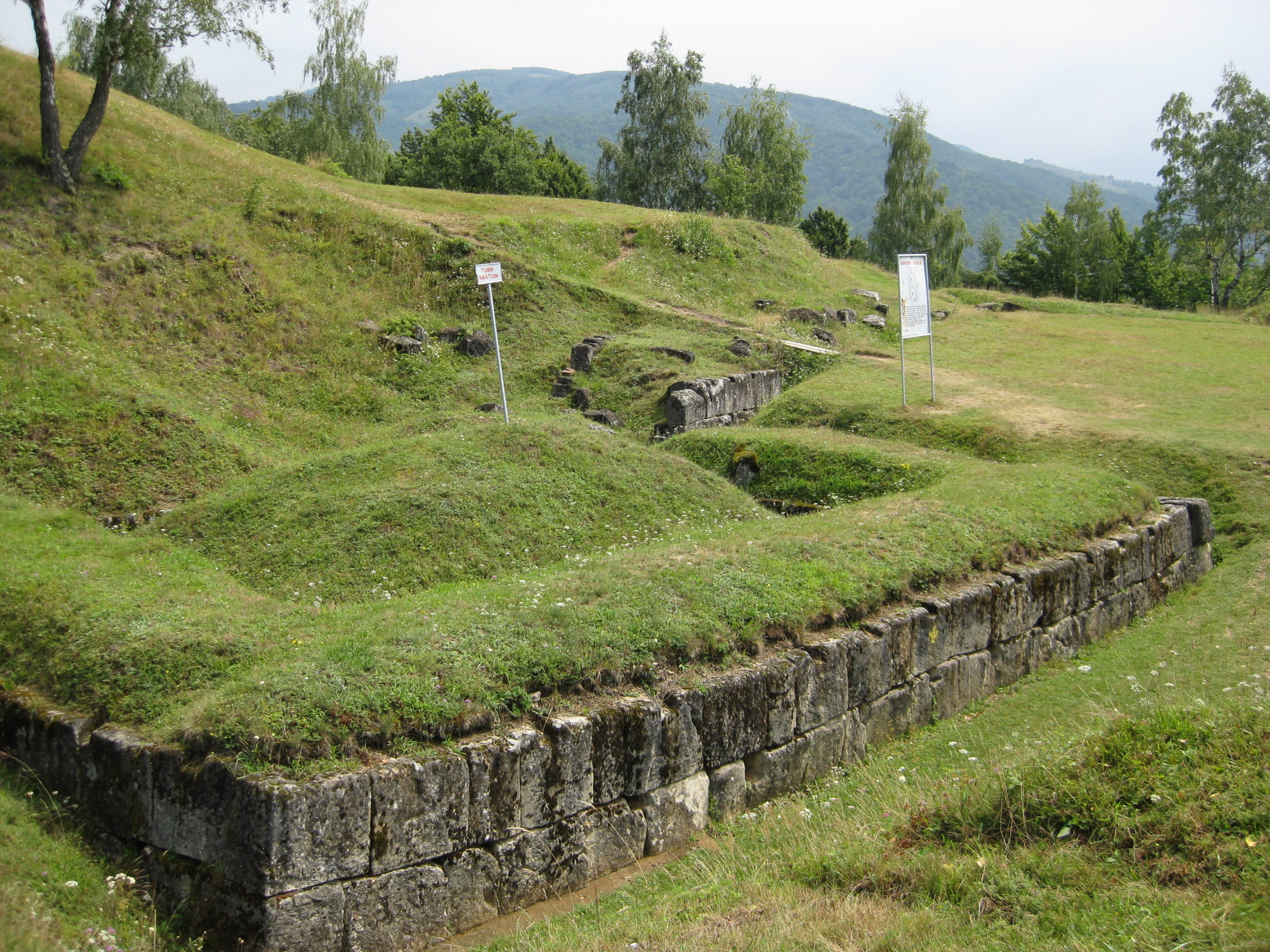
Dacisch fort van Costești

Donaudelta · 
Kerken in Moldavië · 
Klooster van Horezu · 
Dorpen met weerkerken in Transsylvanië · 
Dacische forten van het Orăştiegebergte · 
Historisch centrum van Sighișoara · 
Houten kerken in Maramureș · 
Oude en voorhistorische beukenbossen van de Karpaten en andere regio's van Europa  · 
Mijnlandschap van Roșia Montană · 
Grenzen van het Romeinse Rijk: Dacië · 
Monumentaal ensemble van Brâncuși in Târgu Jiu